# Новодмитрівка (Бериславський район)
Новодми́трівка — село в Україні, у Великоолександрівській селищній громаді Бериславського району Херсонської області. Населення становить 4765 осіб. До 2020 орган місцевого самоврядування — Новодмитрівська сільська рада.

## Загальні відомості
В селі Новодмитрівка є: ДНЗ «Колосок», загальноосвітня школа І-ІІІ ступенів, Будинок Культури, сільська бібліотека, Історико-краєзнавчі музеї, Парк Слави, Фельдшерсько-акушерський пункт, СТОВ «Інгулець» у підпорядкуванні якого знаходяться Хлібопекарня та Їдальня. ТОВ «Новодмитрівський млин». Село майже зі всіх сторін оточене штучними лісовими насадженнями, переважно змішаного типу. Також на території села знаходяться: заказник «Інгулець» та Новодмитрівський ліс, кургани з часів Бронзової епохи.

## Населення

### Мовний склад
Рідна мова населення за даними перепису 2001 року:
| Мова       | Чисельність, осіб | Доля     |
| ---------- | ----------------- | -------- |
| Українська | 1 009             | 93,86 %  |
| Російська  | 35                | 3,26 %   |
| Вірменська | 24                | 2,23 %   |
| Інше       | 7                 | 0,65 %   |
| Разом      | 1 075             | 100,00 % |

## Історія
Село засноване у 1812 році селянами–переселенцями з Полтавської, Чернігівської, Орловської та Курської губерній.
Станом на 1886 рік в селі Олександрівської волості мешкало 1557 осіб, налічувалось 194 дворових господарства, існували православна церква та 4 торгові лавки.
Процес примусової колективізації розпочався у 1929 році.
Під час організованого радянською владою Голодомору 1932—1933 років померло щонайменше 115 жителів села.
- Акименко Пріська Павлівна, 24 р., член артілі, 20.01.1932, від родів, ф. Р–4069,оп. 2, спр. 55, арк. 35
- Басов Іван Іванович, 18 р., член артілі, 10.03.1933, невідома, ф. Р–4069, оп.2, спр. 55, арк. 99-99 зв.
- Басова Раїса Максимівна, 2 р., батько: хлібороб, колгоспник, 15.08.1932, від хвороби, ф. Р–4069, оп. 2, спр. 55, арк.63-63 зв.
- Батура Параска Миколаївна, 3 міс., батьки: хлібороби, члени артілі, 10.02.1932, невідома, ф. Р–4069, оп. 2, спр. 55, арк.39.
- Батурин Іван Сергійович, 1 міс., не вказаний, 04.05.1932, невідома, ф. Р–4069, оп. 2, спр. 55, арк. 47-47 зв.
- Бережна Віра Дмитрівна, 6 р., батьки: хлібороби-одноосібники, 06.03.1933, невідома, ф. Р–4069, оп. 2, спр. 55, арк. 83-83зв.
- Бережна Ніна Дмитрівна, 8 р., батьки: хлібороби-одноосібники, 09.03.1933, невідома, ф. Р–4069, оп. 2, спр. 55, арк. 82-82зв.
- Бережний Іван Дмитрович, 3 р., батьки: хлібороби-одноосібники, 06.03.1933, невідома, ф. Р–4069, оп. 2, спр. 55, арк.83-83 зв.
- Булай Оксентій Йович, 68 р., хлібороб, член артілі, 30.11.1932, від старості років, ф. Р–4069, оп. 2, спр. 55, арк.69-69 зв.
- Волкова Фекла, вік невідомий, 1932—1933 р., від голоду (свідч. Гусак Н. І., 1923 р.н.)
- Глобач Павло Семенович, 3 тиж., не вказаний, 09.09.1932, невідома, ф. Р–4069, оп. 2, спр. 55, арк. 65-65 зв.
- Гранкін Василь Минович, 84 р., член артілі, 14.12.1932, не вказана, ф. Р–4069, оп. 2, спр.55, арк. 69.
- Давиденко Василь Іванович, 2 р., батьки: члени артілі, 05.03.1933, невідома, ф. Р–4069, оп. 2, спр. 55, арк. 86-86зв.
- Давидько Віра Карпівна, 5 р., батьки: розкуркулені, 05.03.1933, невідома, ф. Р–4069, оп. 2, спр. 55, арк. 92-92зв.
- Давидько Володимир Карпович, 2 р., батьки: хлібороби, розкуркулені, 07.02.1933, невідома, ф. Р–4069, оп. 2, спр. 55,арк. 92-92 зв.
- Давидько Ганна Карпівна, 7 р., батьки: хлібороби, розкуркулені, 25.02.1933, невідома, ф. Р–4069, оп. 2, спр. 55, арк. 93-93зв.
- Давидько Карпо Пантелеймонович, 32 р., хлібороб, розкуркулений, 10.03.1933, невідома, ф. Р–4069, оп. 2, спр. 55, арк.87-87 зв.
- Давидько Пафнутій Степанович, 73 р., не вказана, 24.06.1932, від старості, ф. Р–4069, оп. 2, спр. 55, арк. 53-53зв.
- Диркач Іван Іванович, 7 міс., батьки: ремісники, члени артілі, 18.08.1932, невідома, ф. Р–4069, оп. 2, спр. 55, арк.60-60 зв.
- Діхтяренко Охрім Пилипович, 20 р., член артілі, 25.06.1932, порок серця, ф. Р–4069, оп. 2, спр. 55, арк. 58-58зв.
- Довгаль Марія, вік невідомий, 1932—1933 р., від голоду (свідч. Гусак Н. І., 1923 р.н.)
- Довгаль Федора, вік невідомий, 1932—1933 р., від голоду (свідч. Гусак Н. І., 1923 р.н.)
- Дорошенко Віра Іванівна, 1 р., не вказаний, 31.07.1932, не вказана, ф. Р–4069, оп. 2, спр.55, арк. 58-58 зв.
- Дорошенко Володимир Васильович, 2 р., батьки: хлібороби-одноосібники, 19.02.1933, невідома, ф. Р–4069, оп. 2, спр.55, арк. 93-93 зв.
- Дорошенко Ониська Семенівна, 78 р., на утриманні родини, 27.02.1932, від старості років, ф. Р–4069, оп. 2, спр. 55, арк. 41
- Дорошенко Параска Василівна, 60 р., член артілі, 02.03.1933, невідома, ф. Р–4069, оп. 2, спр. 55, арк. 100—100 зв.
- Дорошенко Самійло Степанович, 80 р., не вказана, [15.05.1932], від старості, ф. Р–4069, оп. 2, спр. 55, арк. 48-48зв.
- Жидик Микита Свиридович, не вказаний, на утриманні сина, службовця, 11.12.1932, не вказана, ф. Р–4069, оп. 2, спр.55, арк. 70-70 зв.
- Заєць Гаврило Фомич, 78 р., член артілі, 29.04.1932, від старості років, ф. Р–4069, оп. 2,спр. 55, арк. 47-47 зв.
- Заїмка Явдоха Назарівна, 72 р., домогосподарка, 01.04.1932, невідома, ф. Р–4069, оп. 2, спр. 55, арк. 45-45зв.
- Іщенко Семен Іванович, 94 р., інвалід по старості років, 22.01.1932, від старості років, ф. Р-4069, оп. 2, спр. 55, арк. 35.
- Камишан Варька Олександрівна, 22 р., член артілі, 04.03.1932, повісилась, ф. Р–4069, оп. 2, спр. 55, арк. 42.
- Клипка Еремій Арсентійович, 77 р., хлібороб, 06.11.1932, від старості, ф. Р–4069, оп. 2,спр. 55, арк. 66-66 зв.
- Кобець Володимир Григорович, 6 р., батьки: хлібороби, 03.03.1933, невідома, ф. Р–4069, оп. 2, спр. 55, арк. 79-79зв.
- Кобець Інна Григорівна, 10 р., батьки: хлібороби, 05.03.1933, невідома, ф. Р–4069, оп. 2, спр. 55, арк. 78-78зв.
- Костерна Віра Тимофіївна, 3 р., не вказаний, 22.01.1932, невідома, ф. Р–4069, оп. 2, спр.55, арк. 36.
- Костерна Ганна Іванівна, 95 р., на утриманні сім'ї: хліборобі-одноосібників, 01.03.1933, від старості років, ф. Р–4069, оп. 2,спр. 55, арк. 89-89 зв.
- Костерна Клавдія Антонівна, 5 тиж., не вказаний, 09.05.1932, невідома, ф. Р–4069, оп. 2, спр. 55, арк. 51-51зв.
- Костерний Іван Йосипович, 32 р., займався сільським господарством, 05.03.1932, невідома, ф. Р–4069, оп. 2, спр. 55, арк.51-51 зв.
- Костерний Петро [Зигмундович], 1 р., не вказаний, 15.05.1932, від хвороби, ф. Р–4069, оп. 2, спр. 55, арк. 48-48зв.
- Куліш Трифон Григорович, 55 р., член артілі, 05.03.1933, невідома, ф. Р–4069, оп. 2, спр.55, арк. 78-78 зв.
- Курочка Михей Мефодійович, 38 р., член артілі, 02.03.1933, невідома, ф. Р–4069, оп. 2, спр. 55, арк. 99-99зв.
- Кучма Капо Охрімович, 40 р., хлібороб-одноосібник, 29.02.1933, невідома, ф. Р–4069, оп. 2, спр. 55, арк. 100—100 зв.
- Литвиненко Анастасія Микитівна, 11 р., батьки: хлібороби, члени артілі, 09.03.1933, невідома, ф. Р–4069, оп. 2, спр. 55,арк. 94-94 зв.
- Литвиненко Василь Микитович, 6 р., батьки: члени артілі, 10.03.1933, невідома, ф. Р–4069, оп. 2, спр. 55, арк. 94-94зв.
- Литвиненко Віра Сергіївна, 8 р., батьки: хлібороби-одноосібники, 10.03.1933, невідома, ф. Р–4069, оп. 2, спр. 55, арк.95-95 зв.
- Литвиненко Григорій Лукич, 19 р., член артілі, 03.03.1933, невідома, ф. Р–4069, оп. 2, спр.55, арк. 88.
- Литвиненко Лука, 42 р., член артілі, 07.03 1933, невідома, ф. Р–4069, оп. 2, спр. 55, арк.88.
- Литвиненко Олександр Феодосійович, 63 р., селянин-одноосібник, 02.04.1932, застуда, ф. Р–4069, оп. 2, спр. 55, арк.46-46 зв.
- Литвиненко Параска Сидорівна, 25 р., не вказаний, 18.07.1932, від хвороби, ф. Р–4069, оп. 2, спр. 55, арк. 56-56зв.
- Литвиненко Сергій Микитович, 30 р., хлібороб-одноосібник, 10.03.1933, невідома, ф. Р–4069, оп. 2, спр. 55, арк. 95-95зв.
- Литвиненко Федоска Олекс…, 41 р., член артілі, 05.03.1933, невідома, ф. Р–4069, оп. 2, спр. 55, арк. 89-89зв.
- Литвиненко Федоска Олекс…, 41 р., член артілі, 05.03.1933, невідома, ф. Р–4069, оп. 2, спр. 55, арк. 89-89зв.
- Лузун Микола Сергійович, 9 р., батьки: хлібороби-одноосібники, 07.03.1933, невідома, ф. Р–4069, оп. 2, спр. 55, арк. 97-97зв.
- Маслов Віктор Кузьмич, 4 р., не вказаний, 12.03.1932, невідома, ф. Р–4069, оп. 2, спр. 55,арк. 44-44 зв.
- Маслов Микола Кузьмич, 6 р., не вказаний, 11.03.1932, невідома, ф. Р–4069, оп. 2, спр. 55,арк. 43-43 зв.
- Маслова Віра Кузьмівна, 2 р., не вказаний, 09.03.1932, невідома, ф. Р–4069, оп. 2, спр. 55,арк. 43-43 зв.
- Михайличенко Палажка Давидівна, 44 р., член сільськогосподарської артілі, 27.01.1932, невідома, ф. Р–4069, оп. 2, спр.55, арк. 37.
- Мозирка Федір Васильович, 10 р., батьки: члени артілі, 10.03.1933, невідома, ф. Р–4069, оп. 2, спр. 55, арк. 90-90зв.
- Мок Петро Іванович, 36 р., на утриманні батьків, 25.06.1932, від застуди, ф. Р–4069, оп. 2, спр. 55, арк. 53-53зв.
- Мунина Мефодій Власович, 25 р., член артілі, 08.02.1932, туберкульоз, ф. Р-4069, оп. 2, спр.55, арк. 38 а.
- Нос Василь Онопрійович, 1 р., не вказаний, 21.06.1932, від хвороби, ф. Р–4069, оп. 2, спр.55, арк. 52-52 зв.
- Нос Василь Онопрійович, 1 р., не вказаний, 21.06.1932, від хвороби, ф. Р–4069, оп. 2, спр.55, арк. 52-52 зв.
- Нос Дементій Артемович, 65 р., член артілі, 22.05.1932, від старості років, ф. Р–4069, оп. 2,спр. 55, арк. 50-50 зв.
- Онищенко Ігор Кирилович, 45 р., хлібороб-одноосібник, 04.03.1933, причини невідомі, ф. Р–4069, оп. 2, спр. 55,арк. 84-84 зв.
- Онищенко Клавдія Ігоревна, 10 міс., не вказаний, 18.02.1932, невідома, ф. Р–4069, оп. 2, спр. 55, арк. 41.
- Онищенко Лукія Ігорівна, 6 р., на утриманні батька, хлібороба-одноосібника, 08.03.1933, причини невідомі, ф. Р–4069, оп.2, спр. 55, арк. 84-84 зв
- Онищенко Настя Іванівна, 65 р., знаходилась на утриманні родини: членів артілі, 01.03.1933, невідома, ф. Р–4069, оп. 2, спр. 55, арк. 81-81зв.
- Петренко Віра Леонтіївна, 1 р. 6 міс., батьки: члени артілі, 24.04.1932, від дитячого, ф. Р–4069, оп. 2, спр. 55, арк. 46-46зв.
- Пиндик Василь Васильович, 11 р., батьки: хлібороби-одноосібники, 05.03.1933, невідома, ф. Р–4069, оп. 2, спр. 55, арк.86-86 зв.
- Пиндик Володимир Васильович, 2 р., батьки: хлібороби-одноосібники, 31.02.1933, невідома, ф. Р–4069, оп. 2, спр. 55,арк. 85-85 зв.
- Пиндик Клавдія Василівна, 6 р., батьки: хлібороби-одноосібники, 02.03.1933, невідома, ф. Р–4069, оп. 2, спр. 55, арк.85-85 зв.
- Пиндик Логвин Никифорович, 55 р., одноосібник, розкуркулений, 16.02.1933, невідома, ф. Р–4069, оп. 2, спр. 55, арк.76-76 зв.
- Пиндик Петро Іванович, 21 р., хлібороб-одноосібник, розкуркулений, 09.03.1933, невідома, ф. Р–4069, оп. 2, спр. 55, арк.87-87 зв.
- Пиндик Пилип Логвинович, 17 р., одноосібник, розкуркулений, 25.02.1933, невідома, ф. Р–4069, оп. 2, спр. 55, арк. 77-77зв.
- Пиндик Семен Логвинович, 22 р., хлібороб, розкуркулений, 04.03.1933, невідома, ф. Р–4069, оп. 2, спр. 55, арк. 77-77зв.
- Пиндик Тетяна Василівна, 7 р., батьки: хлібороби-одноосібники, 10.03.1933, невідома, ф. Р–4069, оп. 2, спр. 55, арк. 98-98зв.
- Раїлка Явдоха Назарівна, 72 р., домогосподарка, 01.04.1932, невідома, ф. Р–4069, оп. 2, спр. 55, арк. 44-44зв.
- Раїско Лазар Якович, 82 р., на утриманні сім'ї, 16.05.1932, від старості років, ф. Р–4069, оп.2, спр. 55, арк. 50-50 зв.
- Раїско Тетяна Никифорівна, 78 р., на утриманні сім'ї, 14.06.1932, від старості років, ф. Р–4069, оп. 2, спр. 55, арк.52-52 зв.
- Рибка Валентина Павсаніївна, 8 р., батьки: хлібороби, розкуркулені, 06.03.1933, невідома, ф. Р–4069, оп. 2, спр. 55, арк.76-76 зв.
- Ройтка Оксана Олександрівна, 22 р., член артілі, 04.02.1932, запалення мозку, ф. Р-4069, оп. 2, спр. 55, арк. 37.
- Скирдак Раїса Григорівна, 1 р., не вказаний, 13.07.1932, невідома, ф. Р–4069, оп. 2, спр.55, арк. 60-60 зв.
- Скирденко Галина Микитівна, 11 р., батьки: члени артілі, 10.03.1933, невідома, ф. Р–4069, оп. 2, спр. 55, арк. 91-91зв.
- Скирденко Дмитро [Силович], не вказана, [до 1 року], не вказаний, 12.07.1932, від хвороби, ф. Р–4069, оп. 2, спр. 55, арк.56-56 зв.
- Скирденко Дмитро Симонович, 1 р., не вказаний, 15.07.1932, невідома, ф. Р–4069, оп. 2, спр. 55, арк. 59-59зв.
- Скирденко Іван Микитович, 22 р., член артілі, 02.03.1933, невідома, ф. Р–4069, оп. 2, спр.55, арк. 99-99 зв.
- Скирденко Олександр Іванович, 46 р., член артілі, 11.03.1933, невідома, ф. Р–4069, оп. 2, спр. 55, арк. 91-91зв.
- Скрипка Никифор Савелійович, 35 р., хлібороб-одноосібник, розкуркулений, 16.11.1932, виразка шлунку, ф. Р–4069, оп. 2, спр. 55, арк. 68-68зв.
- Соколан Мотря, 40 р., займалась хліборобством, одноосібниця, 07.03.1933, невідома, ф. Р–4069, оп. 2, спр. 55, арк.96.
- Солонарь Фока Микитович, 43 р., член артілі, 10.03.1933, невідома, ф. Р–4069, оп. 2, спр.55, арк. 95-95 зв.
- Солонець Наталя Юхимівна, 52 р., член артілі, 25.09.1932, невідома, ф. Р–4069, оп. 2, спр. 55, арк. 64-64зв.
- Стеценко Марфа Кирилівна, 6 р., батьки: члени артілі, 05.03.1933, невідома, ф. Р–4069, оп. 2, спр. 55, арк. 81-81зв.
- Сшинка Зоя Серафимівна, 1 р., не вказаний, 02.03.1932, невідома, ф. Р–4069, оп. 2, спр.55, арк. 96-96 зв.
- Сшитка Зоя Серафімівна, 1 р., на утриманні батьків, 02.03.1932, невідома, ф. Р–4069, оп. 2, спр. 55, арк. 42.
- Тез Максим Антонович, 58 р., член артілі, 28.02.1933, невідома, ф. Р–4069, оп. 2, спр. 55,арк. 80-80 зв.
- Труш Олександр Антонович, 2 тижня, батьки: члени артілі, 25.12.1932, ф. Р–4069,оп. 2, спр. 55, арк. 40.
- Финко Петро Свиридович, 7 р., на утриманні батьків, 25.12.1932, запалення легенів, ф. Р–4069, оп. 2, спр. 55, арк.70-70 зв.
- Финко Петро Свиридович, 7 р., на утриманні батьків, 25.12.1932, запалення легенів, ф. Р–4069, оп. 2, спр. 55, арк.70-70 зв.
- Фисюн Василь Васильович, 70 р., член артілі, 05.09.1932, від старості, ф. Р–4069, оп. 2, спр.55, арк. 62-62 зв.
- Фисюн Ганна Семенівна, 25 р., одноосібно займалась хліборобством, 11.03.1933, невідома, ф. Р–4069, оп. 2, спр. 55, арк.97-97 зв.
- Фисюн Явдоха Олександрівна, 68 р., член артілі, 10.02.1932, від старості років, ф. Р-4069, оп. 2, спр. 55, арк. 39.
- Хмелева, 65 р., член сільськогосподарської артілі, 25.07.1932, від старості, ф. Р–4069, оп. 2, спр. 55, арк. 57-57зв.
- Чайковський Віктор Васильович, 7 міс., не вказаний, 18.12.1932, невідома, ф. Р–4069, оп. 2, спр. 55, арк. 71-71зв.
- Чаплика Марія Федорівна, 35 р., займалась хліборобством, 08.07.1932, невідома, ф. Р–4069, оп. 2, спр. 55, арк. 54-54зв.
- Чаплика Федір Павлович, 66 р., сторож сільради, 10.07.1932, невідома, ф. Р–4069, оп. 2, спр. 55, арк. 57-57зв.
- Чорнявський Василь Григорович, 10 р., не вказаний, 05.07.1932, від хвороби, ф. Р–4069, оп. 2, спр. 55, арк. 54-54зв.
- Чорнявський Григорій Сергійович, 36 р., хлібороб, 03.08.1932, невідома, ф. Р–4069, оп. 2, спр. 55, арк. 59-59зв.
- Чунк Мотря [Тарасівна], 13 р., батьки: члени артілі,11.03.1933, невідома, ф. Р–4069, оп. 2, спр. 55, арк. 90-90зв.
- Шахман Марія Тарасівна, 69 р., родина: хлібороби-одноосібники, куркулі, 28.02.1933, невідома, ф. Р–4069, оп. 2, спр.64, арк. 54-54 зв.
- Шахман Микола Тарасович, [менше 1 р.], батьки: члени артілі, 05.09.1932, від хвороби, ф. Р–4069, оп. 2, спр. 55, арк.61-61 зв.
- Шахман Микола Тарасович, не вказана [до 1 року], батько: робітник артілі, 05.09.1932, від хвороби, ф. Р–4069, оп. 2, спр.55, арк. 61-61 зв.
- Шестаков Віктор Артемович, 1 р., не вказаний, 14.02.1932, невідома, ф. Р–
- 4069, оп. 2, спр. 55, арк. 40.
- Шестаков Потап Савелійович, 62 р., член артілі, 09.03.1933, невідома, ф. Р–
- 4069, оп. 2, спр. 55, арк. 82-82зв.
- Шестакова Раїса Артемівна, 1 тиж., батьки: члени артілі, 11.10.1932, невідома, ф. Р–4069, оп. 2, спр. 55, арк. 68-68зв.
- Щитина Євдокія Федорівна, 3 р., батьки: члени артілі, 04.03.1933, невідома, ф. Р–4069, оп. 2, спр. 55, арк. 80-80зв.
- Щитина Любов Федорівна, 1 р., батьки: члени артілі, 01.03.1933, невідома, ф. Р–4069, оп. 2, спр. 55, арк. 79-79зв.
- Щитина Ольга Петрівна, 1 р., не вказаний, 20.06.1932, від хвороби, ф. Р–4069, оп. 2, спр.55, арк. 55-55 зв.
- Щитина Параска Іовівна, 25 р., не вказаний, 10.07.1932, невідома, ф. Р–4069, оп. 2, спр.55, арк. 55-55 зв.

У 1950 році колгосп «Кірова» було об'єднано з колгоспом «І-П'ятирічки».
В березні 1953 року колгосп «Кірова» (с. Новодмитрівка) та колгосп «Сталіна» (с. Старосілля) об'єдналися в єдине господарство ім. Сталіна.
В листопаді 1963 року на основі колгоспу «Сталіна» було утворено к-п «Інгулець» та к-п «Рассвет».
12 червня 2020 року, відповідно до Розпорядження Кабінету Міністрів України від № 726-р «Про визначення адміністративних центрів та затвердження територій територіальних громад Херсонської області», увійшло до складу Великоолександрівської селищної громади.
19 липня 2020 року, в результаті адміністративно-територіальної реформи та ліквідації  Великоолександрівського району увійшло до складу Бериславського району.

### Російське вторгнення в Україну (з 2022)
Село було тимчасово окуповане російськими військами 24 лютого 2022 року.
21 жовтня 2022 року ОК «Південь» повідомило про завершення комплексу стабілізаційних заходів у визволеному з-під російської окупації селі.

## Гімн
1. Над степами у небо ранкове, вмите росами сонце зійшло.
І сія у квітучій обнові.
Новодмитрівка — рідне село
        Приспів: Де, я на віку своїм не буду?
На яку дивитимусь красу?
Лише вам, село моє і люди
Я, любов, свою, любов несу.
2. Тут надійно розкрилена доля, Полонила на віки серця, Передзвін колоскового поля.
Дорогі береги Інгульця
       Приспів.
3. Тут дитинств — пора швидкоплинна
Віддзвеніля, як дощ у Маю
І гаряче кохання стежину, Протоптало у душу мою.
      Приспів.